# Heinrich Pipegrop
Heinrich Pipegrop   (Wernigerode, 17 de setembre de 1581 - Quedlinburg, 13 de gener de 1655), fou un músic alemany del Barroc primerenc, conegut també pel nom llatinitzat de Heinricus Baryphonus, del grec antic: Барифон. Va ser deixeble de l'organista Paul Becker i de Johann Krieger, i el 1603 ingressà a la Universitat de Helmstedt; tres anys després era sots-director i cantor de Quedlinburg. Tingué fama de ser un gran músic, i publicà: Isagoge musico (Magdeburg, 1609), Plejades musicae (Elberstadt, 1615), Ars canendi (Leipzig, 1630), etc. És autor, a més, del cant de Nadal Melos genetliacum, a sis veus.